# Colle Vaticano
Il Vaticano è un colle di Roma posto sulla riva destra del Tevere. Il termine vaticano deriva, secondo alcuni – fra cui l'autore latino Marco Terenzio Varrone, riportato da Aulo Gellio – dal nome di un'antica divinità romana, Vaticanus, mentre altri – fra cui Gellio stesso – sostengono derivi dal verbo latino vaticinàri, in italiano "predire", supponendo che nella zona fossero attivi diversi oracoli, intesi sia come luoghi di preghiera sia predizione del futuro. Secondo Barthold Georg Niebuhr il nome della regione deriverebbe invece da Vaticum o Vatica, il nome della zona o dell'insediamento (pagus) posto sulla riva destra del Tevere in corrispondenza del moderno Rione Prati. Sesto Pompeo Festo ricorda infatti come questo fosse un luogo di riunione per alcuni indovini etruschi. Plinio il Vecchio racconta dell'esistenza sul colle di un leccio creduto il più antico di Roma, al quale si attribuivano poteri magici e sul cui tronco era affisso un cartello bronzeo con alcune lettere etrusche. In effetti, sul colle era insediata una grande necropoli e, dal primo secolo, venne aggiunta anche un'arena per pubblici giochi e spettacoli, meglio nota come "Circo di Nerone".

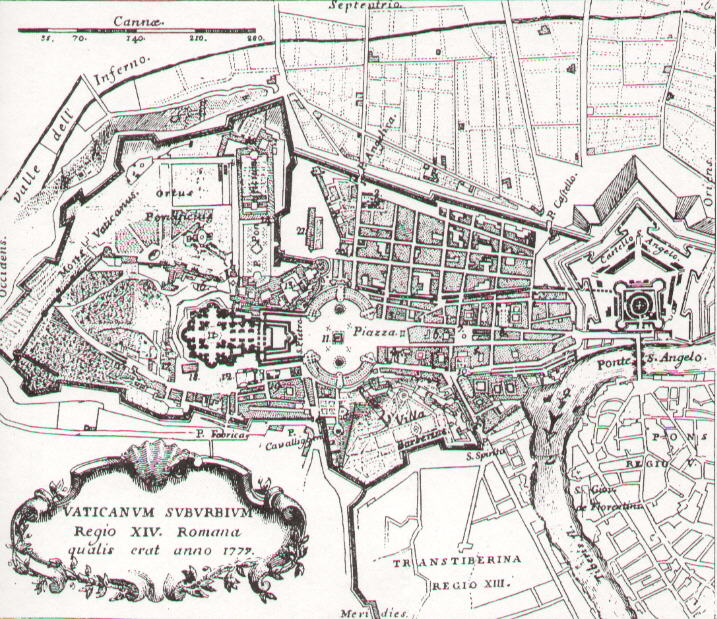
Pianta del rione Borgo nel 1779

Si può, quindi, ragionevolmente desumere la fissa presenza di luoghi di preghiera e di sacerdoti, in una zona dedicata tradizionalmente al culto dei defunti e molto frequentata a causa degli spettacoli circensi. Nel II secolo, probabilmente per dare il buon esempio ai cittadini romani nello scegliere luoghi lontani dal centro storico per inumare i defunti, l'imperatore Adriano fece costruire ai piedi del colle Vaticano il proprio mausoleo, che verrà poi trasformato nell'attuale Castel Sant'Angelo.
Il colle Vaticano non è compreso nei tradizionali sette colli di Roma ed è stato inserito nei confini della città al tempo del papato di Leone IV, che ingrandì le mura cittadine tra l'848 e l'852, allo scopo di proteggere la basilica di San Pietro. Fino alla formazione dello Stato della Città del Vaticano, istituito con i Patti Lateranensi nel 1929, il Colle Vaticano faceva parte del rione Borgo.